# کوروت-۲
کوروت-۲ یک ستاره است که در صورت فلکی عقاب قرار دارد.